# ASC Games
L'ASC és una abreviació d'American Softworks Corporation, una companyia publicadora de videojocs que va ser fundada el 1992 i va ser una gran publicadora pels jocs de la NES, SNES i Sega Genesis. ASC també va ser la publicadora del primer Grand Theft Auto per PC i PlayStation (1997, DMA Design), abans que Rockstar Games tornava a publicar els jocs per l'altra saga Grand Theft Auto, així com l'original Grand Theft Auto. ASC se situa a Darien (Connecticut) fins que la companyia va tancar al gener del 2000.